# Brigitte Deydier
Brigitte Deydier (* 12. November 1958 in Meknès) ist eine ehemalige französische Judoka. Sie war Anfang der 1980er Jahre die erste Französin, die im Judo an die Weltspitze vordrang. Im Lauf ihrer Karriere gewann sie zehnmal die Französische Meisterschaft, wurde dreimal Weltmeisterin und viermal Europameisterin.
Deydier kämpfte in der Kategorie bis 66 Kilogramm. 1982, 1984 und 1986 errang sie dreimal in Folge den Weltmeistertitel. Auf europäischer Ebene holte sie sich 1979, 1984, 1985 und 1986 den Titel. 1988 gewann sie bei den Olympischen Sommerspielen in Seoul, wo Judo für Frauen als Demonstrationssportart auf dem Programm stand, die Silbermedaille.
Nach Beendigung ihrer aktiven Laufbahn arbeitete Deydier im Französischen Judo-Verband und wurde dort im Mai 2005 zur Technischen Direktorin gewählt.